# Moxostoma hubbsi
Moxostoma hubbsi је зракоперка из реда Cypriniformes и фамилије Catostomidae. 

## Угроженост
Ова врста се сматра рањивом у погледу угрожености врсте од изумирања.

## Распрострањење
Канада је једино познато природно станиште врсте.

## Станиште
Станиште врсте су слатководна подручја.